# Lei de Jerusalém
A Lei de Jerusalém é o nome comum da Lei Básica: Jerusalém, Capital de Israel passada pelo Knesset israelense em 30 de julho de 1980 (17 de Av de 5740).
A lei ratifica a "reunificação" da cidade, termo usado pelos israelenses para a anexação de facto da parte árabe da cidade (Jerusalém Oriental), em junho de 1967, por ocasião da Guerra dos Seis Dias.
A lei teve origem em projeto apresentado por Geula Cohen, cujo texto original declarava que "a integridade e unidade da grande Jerusalém (Yerushalayim rabati) em suas fronteiras após a Guerra dos Seis Dias não deve ser violada." Contudo, esta cláusula foi derrubada após a primeira leitura no Knesset israelense.

Como o Knesset então rejeitou especificar limites e não usou as palavras "anexação" ou "soberania", Ian Lustick escreve que 
"o consenso de acadêmicos do Direito é que esta ação não acrescentou nada à circunstância legal ou administrativa da cidade, apesar de que, especialmente nesse momento, sua aprovação foi considerada de importância política e desencadeou uma reação de protestos vigorosos da comunidade internacional."
Segundo a Resolução 478 do Conselho de Segurança da ONU, no Capítulo VII da Carta, a lei "deve ser revogada".

## Texto da Lei

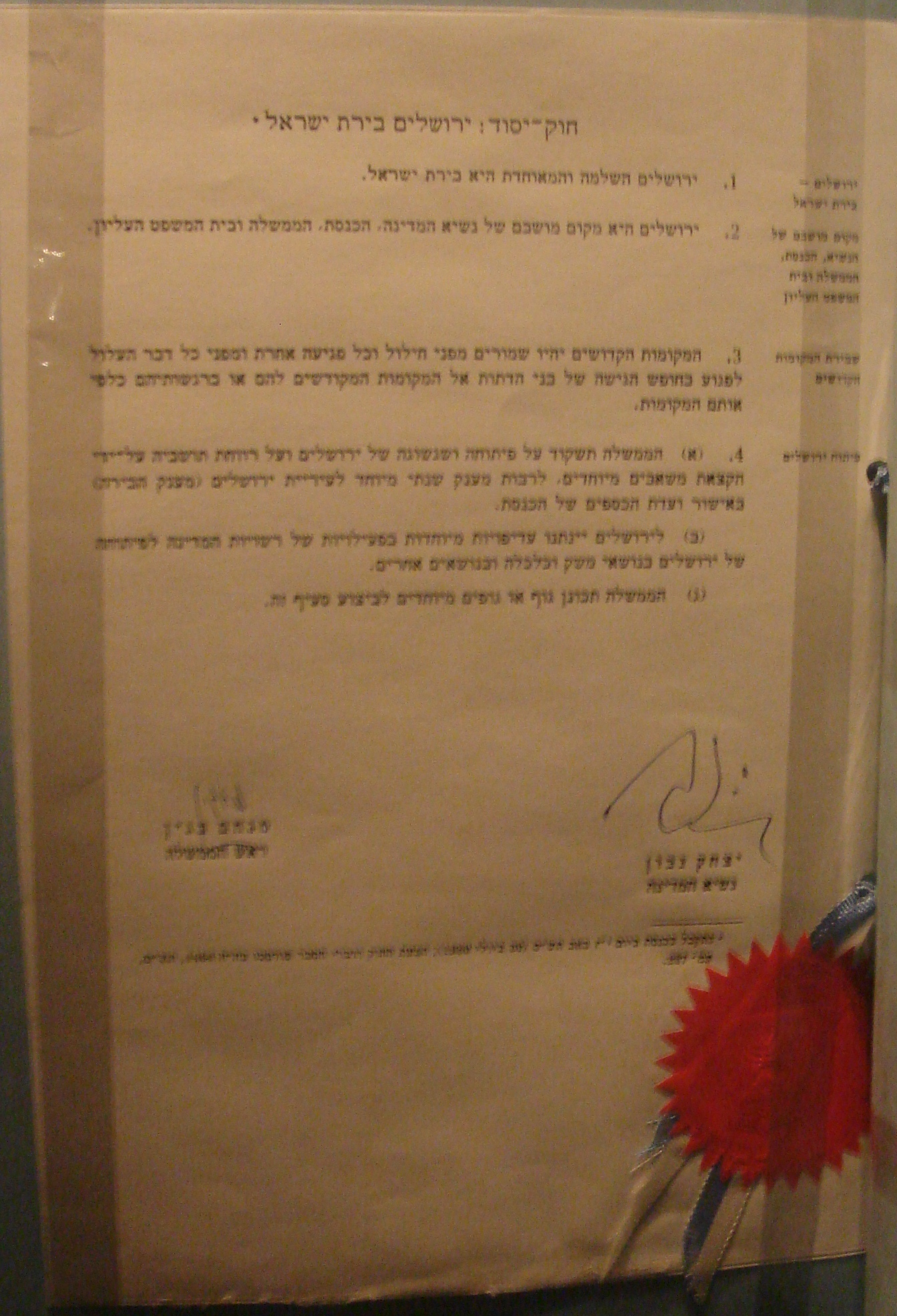
Lei Básica: Jerusalém, Capital de Israel

"Lei Básica: Jerusalém, Capital de Israel
Jerusalém, Capital de Israel:
1. Jerusalém, completa e unida, é a capital de Israel.
Sede da Presidência, do Knesset, do Governo e da Suprema Corte:
2. Jerusalém é a sede da Presidência do Estado, do Knesset, do Governo e da Suprema Corte.
Proteção de Locais Santos:
3. Os Locais Santos devem ser protegidos de profanação e qualquer outra violação e de qualquer coisa próxima de violar a liberdade de acesso aos membros de diferentes religiões aos locais sagrados a eles ou seus sentimentos em relação a esses lugares.
Desenvolvimento de Jerusalém:
4. (a) O Governo deve providenciar o desenvolvimento e prosperidade de Jerusalém e o bem-estar de seus habitantes pela alocação de fundos especiais, incluindo um repasse anual especial à Prefeitura de Jerusalém (repasse de Capital) com a aprovação do Comitê Financeiro do Knesset.
(b) A Jerusalém deve ser dada prioridade especial nas atividades das autoridades do estado no sentido de aprofundar seu desenvolvimento econômico e outras áreas.
(c) O Governo deve estabelecer um órgão especial ou órgãos especiais para a implementação desta seção.
Menachem Begin
Primeiro-Ministro
Yitzhak Navon
Presidente do Estado"
Publicado no Sefer Ha-Chukim No. 980 de 23 de Av de 5740 (5 de agosto de 1980), página 186; a Lei e Nota Explicativa foram publicados no Hatza'ot Chok No. 1464 de 5740, página 287.